# Cowsay

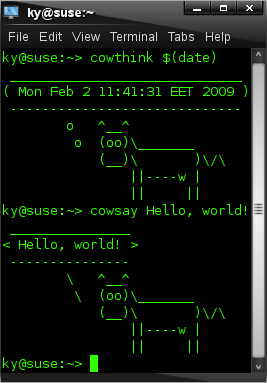
cowthink wypisujący na ekran datę i cowsay wypisujący "Hello, world!"

Cowsay – wieloplatformowy program generujący grafiki ASCII zwierząt "mówiących" przekazany przez użytkownika tekst. Jak wskazuje nazwa aplikacji, domyślnym obrazkiem jest krowa. Cowsay jest programem napisanym w Perlu i udostępnionym na licencji GNU General Public License.
```
 ___________________
< Przykładowy tekst >
 -------------------
        \   ^__^
         \  (oo)\_______
            (__)\       )\/\
                ||----w |
                ||     ||

```

## Obsługa
Pliki .cow z grafikami zwierząt znajdują się w katalogu /usr/share/cowsay/cows/. Aby wykorzystać jeden z tych szablonów używa się w poleceniu argumentu -f, np. 
```
cowsay -f tux Wikipedia

```